# Gerblingerode
Gerblingerode ist ein südlich gelegener Stadtteil der Stadt Duderstadt im Landkreis Göttingen in Niedersachsen. Der zum Untereichsfeld gehörende Stadtteil ist mit 1.700 Einwohnern der drittgrößte Duderstadts und wurde am 1. Januar 1973 eingemeindet.

## Geographische Lage
Gerblingerode liegt ungefähr 1 Kilometer südlich der Duderstadter Innenstadt und 21 Kilometer östlich von Göttingen unmittelbar an der ehemaligen Innerdeutschen Grenze und heutigen niedersächsisch-thüringischen Landesgrenze. Die Ortslage befindet sich im Hahletal an der Bundesstraße 247 zwischen Teistungen und Duderstadt. Höchste Erhebung in der Gemarkung ist der Pferdeberg (280,4 m).

## Geschichte

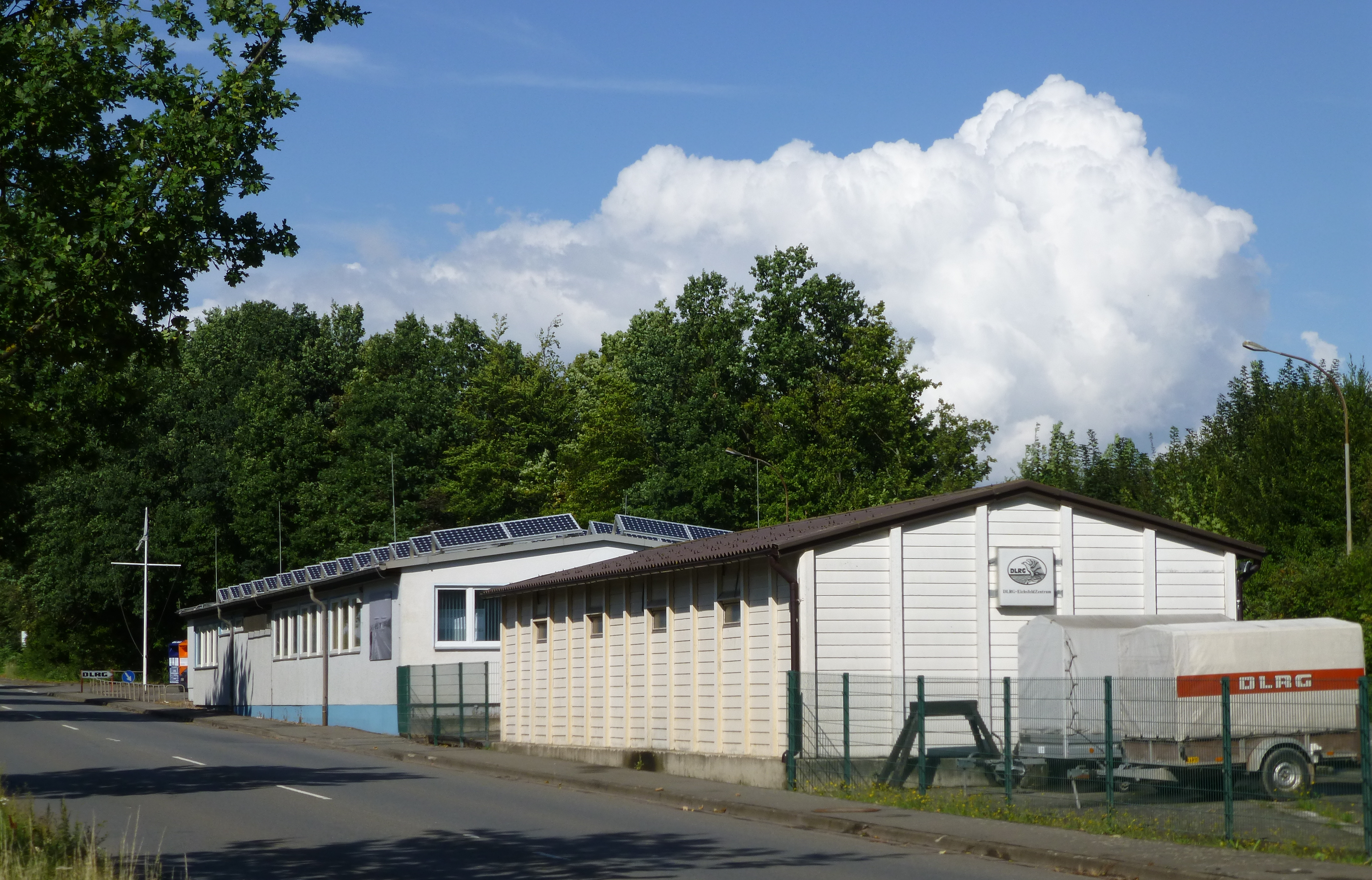
Die ehemalige Grenzkontrollstelle Gerblingerode als Teil des Grenzübergangs Duderstadt/Worbis, heute Standort einer länderübergreifenden DLRG

Gerblingerode wurde 1151 als Gerewardingeroth erstmals urkundlich erwähnt. Diese Erwähnung fand in der Chronik des Nonnenklosters Lippoldsberg statt, wobei angegeben ist, dass in dessen Besitzungen auch Zehntrechte in Cherewardingeroth gehörten. Von 1432 bis 1815 war der Ort ein Ratsdorf der Stadt Duderstadt. Dieser war Gerblingerode zu Lieferungen bezüglich von Naturalabgaben und Dienstleistungen verpflichtet. Im Bauernkrieg lagerte das Bauernheer im Mai 1525 einen Tag lang zwischen Gerblingerode und Duderstadt, Ihre Anführer, Thomas Müntzer und Heinrich Pfeiffer, quartierten sich dabei in der Kirche zu Gerblingerode ein, wo sie auf eine Abordnung Duderstadts warteten. Der Duderstädter Bürgermeister Hesse erreichte, dass Müntzer von einer Zerstörung Duderstadts absah. Einer der Anführer entdeckte im Tabernakel der Kirche einen Kelch, den der Propst zu Teistungenburg dort abgestellt hatte, entweihte ihn und nahm den Kelch als Beute an sich. Ähnlich wie die anderen Dörfern des Untereichsfelds litt auch Gerblingerode unter den Kriegen des 17. und 18. Jahrhunderts. So erlebte der Ort Plünderungen und wurde zu Einquartierung und Kontributionszahlungen, unter anderem in Form von Brot, Fleisch, Getreide und Bier, verpflichtet. Im Jahre 1630 legte General Tilly der Stadt Duderstadt und seinen Ratsdörfern eine Zahlung von insgesamt 21.000 Reichstalern auf, wobei in den Jahren von 1632 bis 1636 die Ratsdörfer die Summe von 18.400 Reichstalern an den Kurfürsten von Braunschweig sowie an den Herzog von Braunschweig entrichteten. Gerblingerode lieferte dabei unter anderem 1636 144 Reichstaler, 21 Groschen und 11 Pfennig zu Kontributionszwecken ab. Weitere Zahlungen, allerdings in Naturalien, sind für das Dorf im Jahre 1645 belegt. Nach dem Ende des Dreißigjährigen Krieges litt der Ort weiterhin an durchziehenden Armeen, so schritten 1675 und 1705 hannoversche und brandenburgische Truppen durch Gerblingerode und bezogen dort auch Quartier.
Zwischen den Jahren 1700 und 1718 stagnierte die Einwohnerentwicklung Gerblingerodes, bis es in den Jahren zwischen 1718 und 1744 zu einer erneuten Abnahme kam. Die Gründe dafür sind in dem spürbaren Mangel, den hohen Teuerung des Jahres 1720, der viele Eichsfelder dazu brachte, nach Ungarn auszuwandern, sowie den Viehseuchen der Jahre 1724 / 1725, Misswüchse und einem Großbrand vom 11. März 1718 zu suchen, bei dem von den insgesamt 33 Häusern 25 in Schutt und Achse gelegt wurden. Ein epidemisches Fieber suchte die Bevölkerung Duderstadts in den Jahren 1737 / 1738 heim und griff auch auf Gerblingerode über. Mit der Einführung von Manufakturen und Webstühlen ab 1750 fand wiederum ein, bis 1816 anhaltendes Bevölkerungswachstum statt, so waren 1772 bereits 52 Wollweber in Gerblingerode ansässig, welche jenes Handwerk als Nebentätigkeit ausübten. Gleichzeitig fand auch ein Strukturwandel statt, da man sich nun vermehrt auf das Manufakturwesen konzentrieren konnte und allmählich von dem Ackerbau, und dem dazugehörigen Handwerk, sich abkehrte. Bis 1816 sollte sich die Einwohnerzahl des Ortes verdreifachen, der Ort belegte damals, mit seinen Einwohnern, den vierten Platz innerhalb der 11 Ratsdörfer Duderstadts.
Im Siebenjährigen Krieg erlitt Gerblingerode weitere Rückschläge, da es indirekt in die Auseinandersetzungen zwischen Preußen und Österreich verwickelt wurde. Dies geschah dadurch, dass der Mainzer Kurfürst Johann Friedrich Karl sich auf die Seite von Maria Theresia stellte, womit das Eichsfeld von allen Seiten von Feinden umgeben war, da dessen protestantische Nachbargebiete den preußischen König Friedrich II. unterstützten. Dieses Bündnis mit Österreich sollte dem Eichsfeld teuer zu stehen kommen, wie man am Beispiel Gerblingerodes erkennen kann. Als 1758 hannoversche Truppen in das Eichsfeld einfielen, verpflichtete man alle Einspänner Fouragefuhren in die Lande Kurhannovers zu verrichten. Die Bauern aus Gerblingerode hatten demnach vier Fuhren, in der Zeit vom 4. Dezember 1758 bis zum 25. Februar 1759, abzuleisten. Weiterhin war der Ort verpflichtet, Einquartierungen vorzunehmen, Proviantfuhren und Kontributionszahlungen abzuleisten. Für das Jahr 1759 wird für diese Zahlungen ein Betrag von insgesamt 173 Reichstaler, 22 Groschen und 4 Pfennigen genannt. Vier Jahre später finden sich in den Zahlungen auch Naturalabgaben in Form von 19 Pferden, 50 Rindern und 32 Schafen wieder. Der Grund für die zusätzlichen Abgaben war die im Februar 1763 von Preußen eingeführte „extraordinäre“ Kopf-, Vermögens- und Nahrungssteuer. Als eine letzte Steuer führte Preußen noch im selben Jahr die Brandschutzsteuer ein, welche 1739 Reichstaler, 6 Groschen und 6 Pfennige betrug. Die enormen Belastungen, unter denen Gerblingerode 1756 bis 1763 litt, wurden durch die zahlreichen Durchmärsche und Einquartierungen von französischen, preußischen, alliierten, hannoverschen und hessischen Truppen unterstrichen. Die Gesamtkosten bezifferten sich auf 18.773 Fürstengulden und 54 dreiviertel Kreuzer.
Nach dem Zweiten Weltkrieg lag Gerblingerode wie das gesamte Untereichsfeld in der britischen Besatzungszone; knapp einen Kilometer südlich des Dorfes verlief die Innerdeutsche Grenze. An dieser wurde 1972 der Grenzübergang Duderstadt/Worbis eingerichtet, der im „Kleinen Grenzverkehr“ benutzt werden konnte. Am 1. Januar 1973 wurde Gerblingerode aufgrund der Gebietsreform in Niedersachsen nach Duderstadt eingemeindet.

## Ortswappen
Das Ortswappen ist zweigeteilt und in Gold, Schwarz und Rot gehalten. Der obere Teil zeigt zwei schwarze Äbtissinnenstäbe auf goldenem Grund. Diese symbolisieren die Zugehörigkeit zum Zisterzienserinnenkloster Teistungenburg. Das nahe Kloster besaß in früheren Zeiten zahlreiche Gebäude und Grundstücke in der Gemeinde und stellte auch den Ortspriester. Gleichzeitig gehörte Gerblingerode natürlich auch zur Stadt Duderstadt und deswegen wurde auch das Wappen der Stadt in das eigene aufgenommen. Dieses zeigt sich an zwei goldenen Löwen („Leoparden, siehe Wappenurkunde“) auf rotem Grund in der unteren Hälfte des Wappens.
In der heutigen Form und Farbgebung führt Gerblingerode das Wappen seit dem 2. Juni 1951.

## Sehenswürdigkeiten

### Kirche Maria Geburt

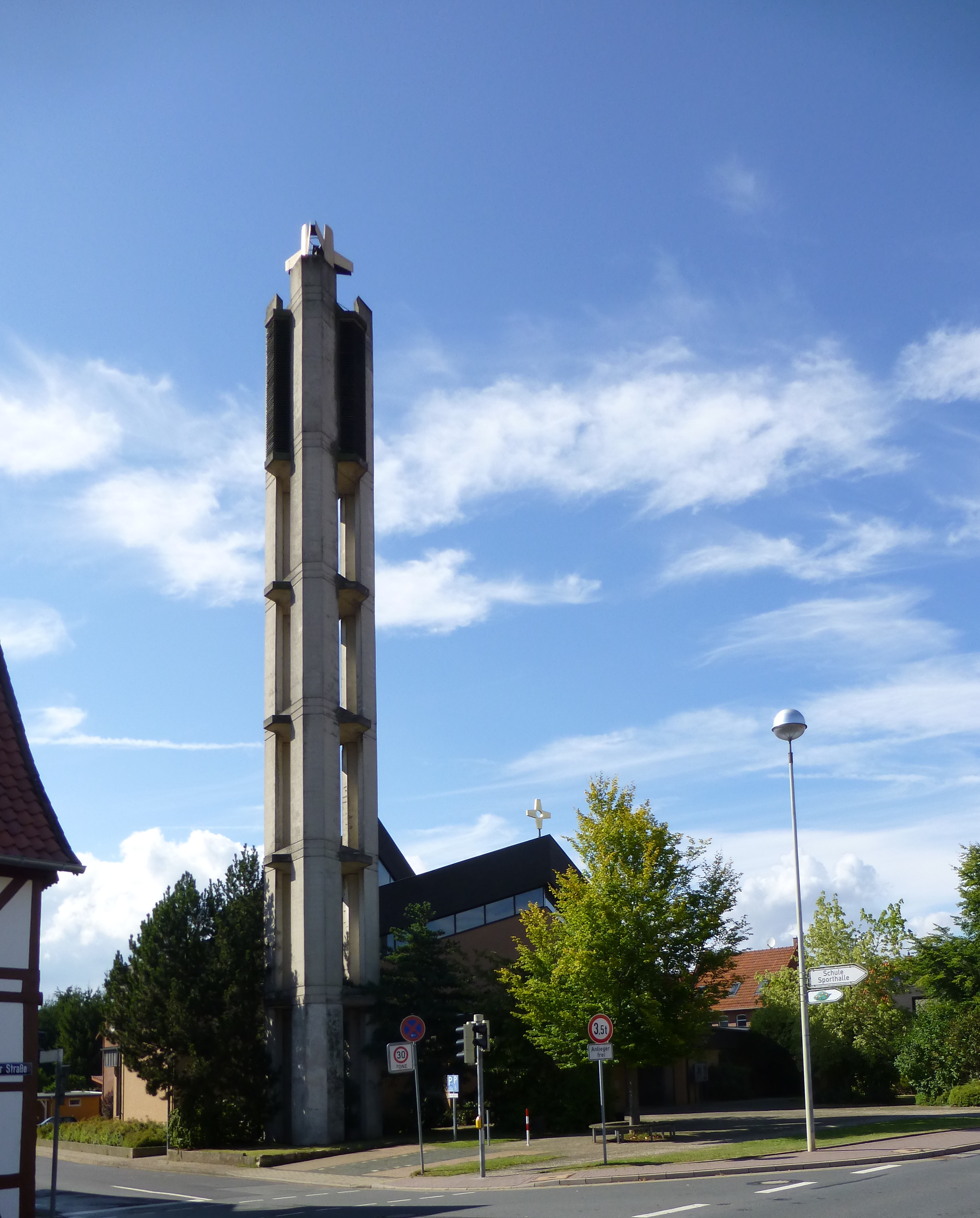
Kirche Maria Geburt

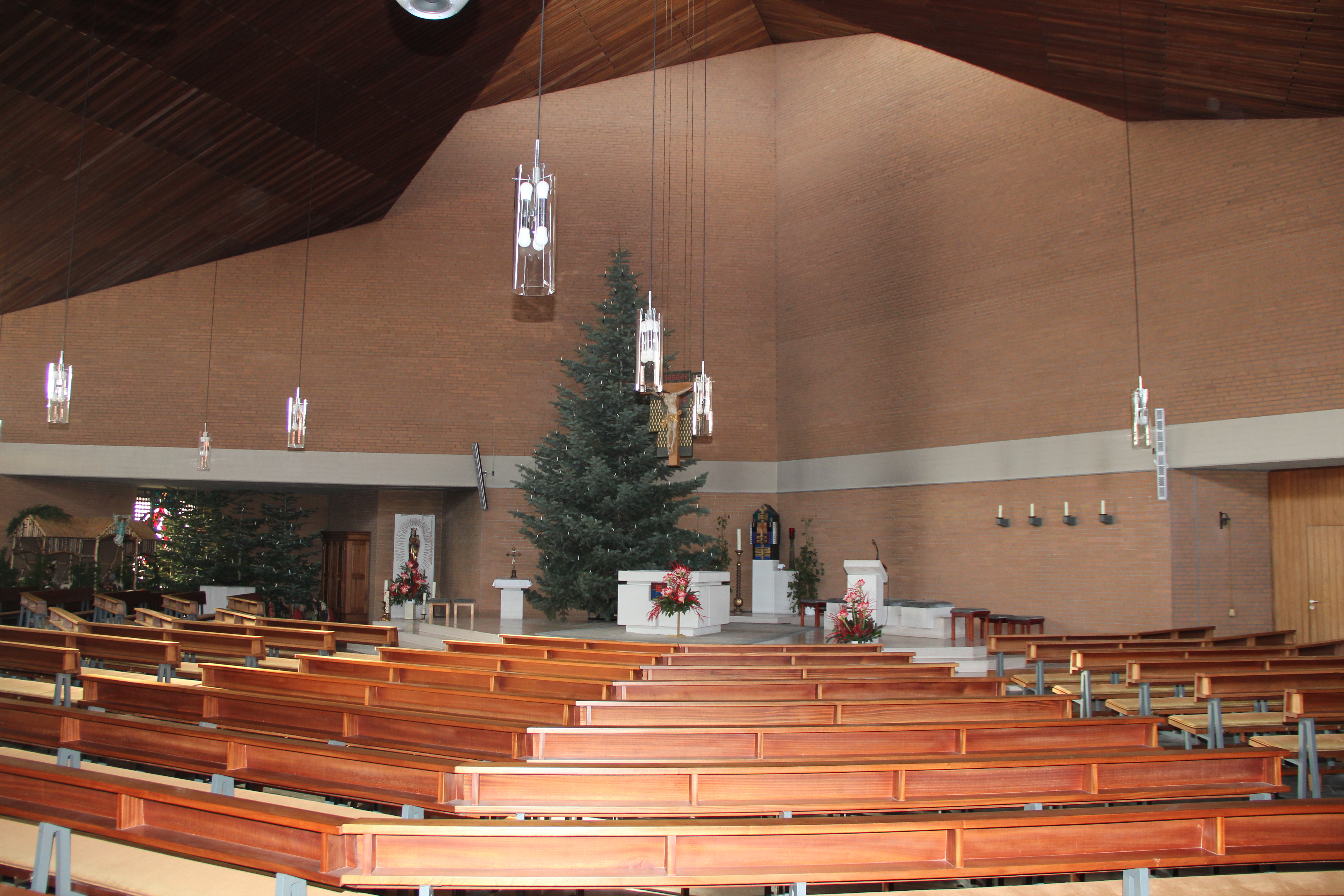
Innenansicht

Der gelbe, schiefergedeckte Klinkerbau, welcher aus dem Jahre 1970 stammt, stellt die noch relative junge katholische Kirche Maria Geburt dar. Sie besitzt zudem einen freistehenden, 32 m hohen Glockenturm aus drei übereck angeordneten Betonpfeilern und wird gekrönt durch ein dreiansichtiges Kreuz mit einer Höhe von 2,50 m. Mindestens zwei Vorgängerbauten existierten vor dem heutigen Kirchenbau: Eine Kapelle aus dem 13./14. Jahrhundert sowie ein neugotischer Backsteinbau, der 1895 nach den Plänen von Paschalis Gratze OFM errichtet worden war. Gratze entwarf verschiedene Kirchenbauten im Eichsfeld (z. B. für Breitenberg oder Effelder). Der Braunschweiger Architekt Wolfgang Tschirschwitz strebte bei der Errichtung der neuen Pfarrkirche eine bauliche Einheit des Sakralraums sowie der angegliederten Nebenräume an. Sie sollten als Pfarrzentrum dienen. Der Kirchenraum selbst stellt sich als ein langgezogenes Sechseck dar und wird durch eine holzgetäfelte Pyramidendecke überspannt. Im weiträumigen und durch einige Stufen erhöhten Altarraum im westlichen Bereich der Kirche befindet sich der Tabernakel. Er wurde aus farbigem Email und Kupfer hergestellt und trägt eine geometrische Ornamentik. Blockhaft und aus weißem Stein präsentiert sich dagegen der Altar, über welchem ein Barockkruzifix angebracht ist. Hinterfangen wird es durch eine ornamentierte Metallplatte in einer abgewandelten Kreuzform. Der einstmalige Mittelpunkt der bereits 1439 erwähnten Marienwallfahrt, eine gotische Maria-Kind-Gruppe, fand seitlich des Altars vor einem weißen Steinblock mit flammenartiger Mandorla einen neuen Platz. Die Decke wird durch Oberlichter durchbrochen, daneben befinden sich an der Nordwand vier farbige Glasfenster mit Passionsdarstellungen. Seit dem 1. November 2014 gehört die Kirche zur Pfarrei St. Cyriakus mit Sitz in Duderstadt.

### Grenzlandmuseum

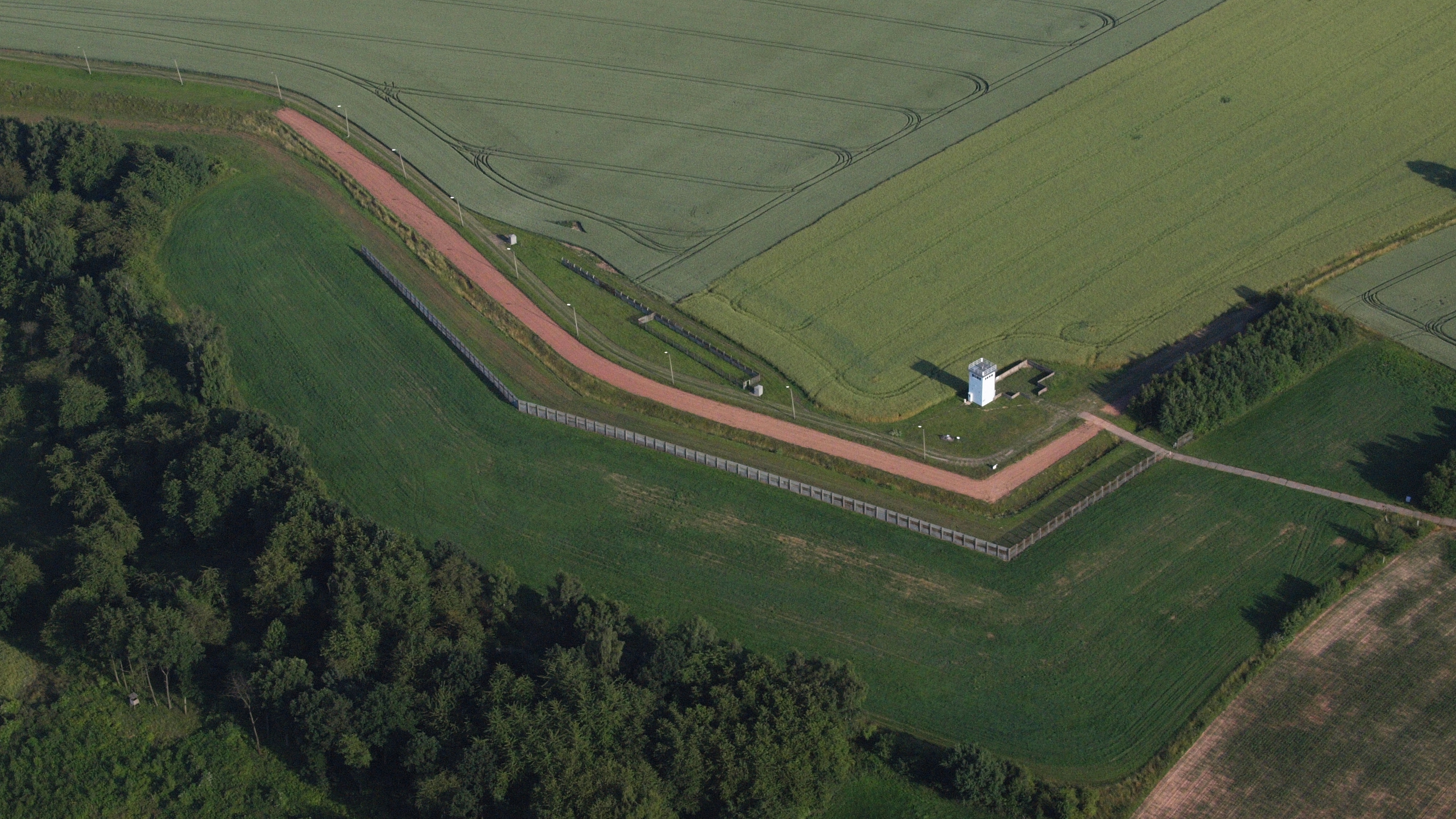
Grenzlandweg am Grenzlandmuseum Eichsfeld (2013)

Südlich der Ortslage Richtung Teistungen befindet sich das Grenzlandmuseum Eichsfeld an der ehemaligen Innerdeutschen Grenze, der Grenzlandweg führt dabei über den Pferdeberg.

## Politik

### Ortsrat
Der Ortsrat setzt sich aus elf Ratsfrauen und Ratsherren zusammen.
- CDU: 7 Sitze
- SPD: 2 Sitze
- FDP: 1 Sitz
- Grüne: 1 Sitz

(Stand: Kommunalwahl am 12. September 2021)

### Ortsbürgermeister
Ortsbürgermeister ist Christian Wüstefeld (CDU).

## Wirtschaft und Infrastruktur
Mit der Einführung des Tabakanbaus in Duderstadt im Jahre 1660 verbreitete sich die Anpflanzung des Gewächses relativ rasch im gesamten Gebiet des Eichsfeldes. Genügend menschliche Arbeitskräfte, welche den geringen Arbeitseinsatz von Tieren kompensieren konnten, erlaubten es, den Tabakanbau auch in Gerblingerode zu betreiben. Liegen die Zahlen über die Pflanzer in den Anfangsjahren noch im dunklen, so bezeugen Aufzeichnungen aus dem Jahre 1843, dass im Ort bereits 83 Pflanzer ansässig waren. Bis in das Jahr 1938 sollte die Anzahl auf 140 steigen. Die hohe Bedeutung, die der Tabak für Gerblingerode besaß, brachte es mit sich, dass die Firma Engelhardt und Biermann im Januar 1875 ihre zweite Zigarrenfabrik im untereichfeldischen Raum eröffnete. Die erste war 1871 in Duderstadt entstanden. Neben der Fertigung der Zigarren in der Fabrik gesellte sich auch die Produktion derselben in Heimarbeit. Im Jahre 1912 umfasste die eichsfeldischen Zigarrenproduktion auf vorgenanntem Weg 12 %. In Gerblingerode verrichteten 1914 insgesamt neun Personen so die Zigarrenproduktion.  In dieser Zeit war zudem die Blüte der örtlichen Zigarrenfertigung mit den meisten Beschäftigten. In den folgenden Dekaden des 20. Jahrhunderts nahm die Gesamtzahl der Arbeiter kontinuierlich ab, so waren hier 1921 noch 75 Personen beschäftigt, während die Belegschaft 1965 lediglich 33 Personen stark war. Am 26. Februar dieses Jahres schloss die Gerblingeröder Zigarrenfabrik ihre Pforten.